# Charlot sulla scena
Charlot sulla scena (The Masquerader) è un cortometraggio del 1914 scritto, diretto, montato e interpretato da Charlie Chaplin. Prodotto dalla Keystone Pictures Studio, il film è ambientato all'interno dello studio cinematografico e vede Chaplin e altri attori della Keystone interpretare una versione fittizia di loro stessi. Fu completato il 12 agosto 1914 e distribuito negli Stati Uniti dalla Mutual Film il 27 agosto. In italiano è stato trasmesso in TV col titolo Charlot e la diva, mentre in inglese è noto anche come The Female Impersonator, The Perfumed Lady e The Picnic.

## Trama
Chaplin arriva agli studi Keystone, e subito il regista lo manda in camerino. Chaplin ne esce truccato da Charlot, e il regista gli spiega che la scena che si appresta a girare prevede che il vagabondo salvi un bambino che sta per essere pugnalato da un cattivo (interpretato da Jess Dandy). Ma Chaplin prima si attarda con alcune fan accorse sul set, e poi rovina la scena con la sua irruenza. Il regista decide quindi di sostituirlo con Chester Conklin, ma Chaplin per ripicca rovina nuovamente la scena. Il regista, furioso, lo insegue e quindi lo licenzia.
Poco dopo, agli studi compare un'affascinante diva, calorosamente ricevuta dal regista che le promette una parte e fa sgomberare il camerino degli attori per farglielo usare. Ella si rivela però essere Chaplin travestito, che dopo aver ripreso le sembianze di Charlot, viene inseguito dal regista e dagli attori e da loro gettato in un pozzo.

## Distribuzione

### Data di uscita
Le date di uscita internazionali sono state:
- 27 agosto 1914 negli Stati Uniti
- 23 ottobre 1916 in Italia
- 16 marzo 1919 in Spagna (Charlot artista de cine)
- 27 maggio 1922 in Finlandia (Charlie naisten tamineissa)